# Encephalartos lanatus
Encephalartos lanatus és una espècie de gimnosperma de la divisió Cycadophyta, família Zamiaceae, originària de l'est de la regió de la Ciutat del Cap (Sud-àfrica). Es troba en estat gairebé amenaçada segons la Unió Internacional per a la Conservació de la Natura (UICN), ja que té un abast restringit i es produeix en menys de deu ubicacions. Per tant, seria qualificat com a Vulnerable en el criteri B1 + 2 si hi ha alguna evidència de disminució contínua. En l'actualitat les poblacions semblen relativament estables.

## Distribució i hàbitat
Encephalartos lanatus és endèmica de Sud-àfrica, i es troba a la conca alta del riu Olifants en els districtes de Middelburg, Witbank i Bronkhorstspruit de les províncies de Gauteng i Mpumalanga a Sud-àfrica. També es produeix al llarg dels Petits Olifants i rius Wilge en aquesta àrea. Creix a partir de 1200 a 1500 m. Aquesta espècie de pastures altes es produeix a les valls rocoses protegides que experimenten estius moderadament calorosos i hiverns frígids amb gelades.

## Descripció
Encephalartos lanatus és una planta de mida normalment mitjana, d'una sola tija aproximadament 1-1,5 metres d'alçada. Al jardí, que gaudeix d'una posició a ple sol i és una planta arquitectònica fa un bon punt focal. És resistent a les gelades, adaptat als incendis i resistent a la sequera. És un petit arbre de creixement lent amb tiges en general al voltant d'1,5-2,5 m de llarg, i de 25-30 cm de diàmetre. Les fulles joves són de color gris, d'aspecte llanós i estan una mica corbades. Les fulles madures són de color verd grisenc, i fan al voltant de 60-80 cm de longitud. Tots dos cons masculins i femenins són densament llanosos quan són joves i es tornen de color groc amb l'edat. Són dioiques / els cons són sufragats en plantes separades. Cons femenins són en forma de barril, 25-30 cm de llarg i 12-15 mm de diàmetre. Els cons masculins són cilíndrics, 25-30 cm de llarg i 5.6 cm de diàmetre. E. lanatus a vegades envia ventoses a la base de la tija principal. Les llavors madures són de color groc i carnosa i més petit que els d'altres espècies comunament cultivades com ara E. altensteinii.